# Heuliez GX117
L'Heuliez GX117 è un midibus francese prodotto dal 1998 al 2006.

## Progetto

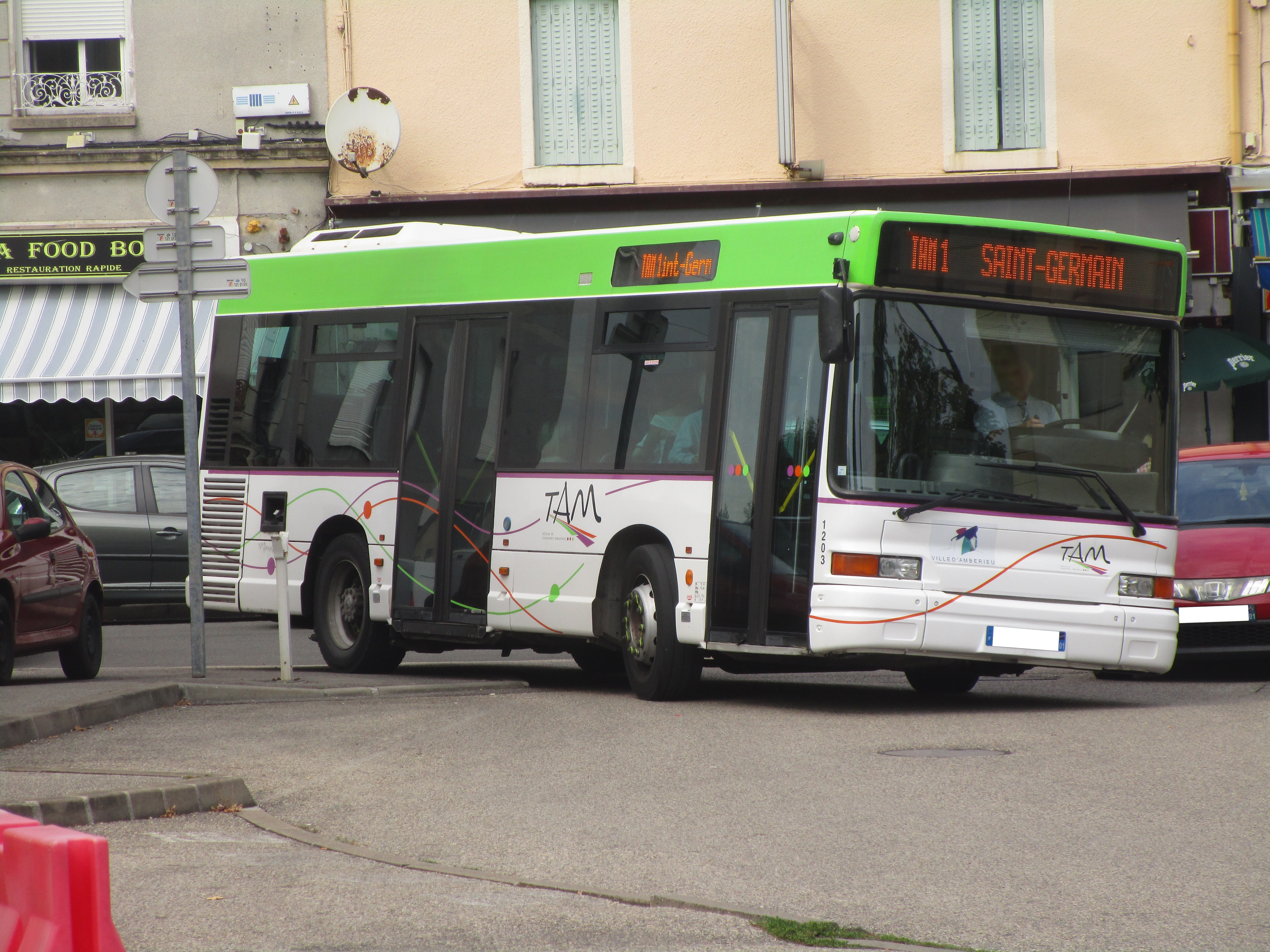
Heuliez GX117 in servizio a Ambérieu-en-Bugey

Il GX117 nasce su un telaio tubolare del tutto nuovo, nell'ambito della gamma Access'bus proposta dal costruttore francese. A differenza del predecessore, proposto nella sola taglia da 8,9 metri, il nuovo GX117 viene venduto nelle taglie da 9,3 e 10,5; quest'ultima, che conserva la larghezza della versione corta, possiede una maggiore manovrabilità rispetto ai concorrenti (essendo più stretta di circa 20 centimetri).

## Tecnica
Il GX117, lanciato nel 1998, è stato inizialmente equipaggiato con il motore Renault MIDR 06.02.26 da 6,2 litri, erogante 210 cavalli e posto in posizione posteriore trasversale, rispondente alla normativa Euro 2. Con il passaggio alla normativa Euro 3, nel 2001, il modello ha ricevuto il motore Iveco Tector F4AE da 5,7 litri, erogante anch'esso 210 cavalli.
La trasmissione è automatica a 4 rapporti, di tipo Allison T280R.
Come già accennato, è disponibile in allestimento urbano nelle lunghezze da 9,3 e 10,5 metri, entrambe a due porte; è disponibile una grande quantità di optional, dalla pedana per salita disabili al condizionatore, fino al sistema di inginocchiamento laterale (kneeling).

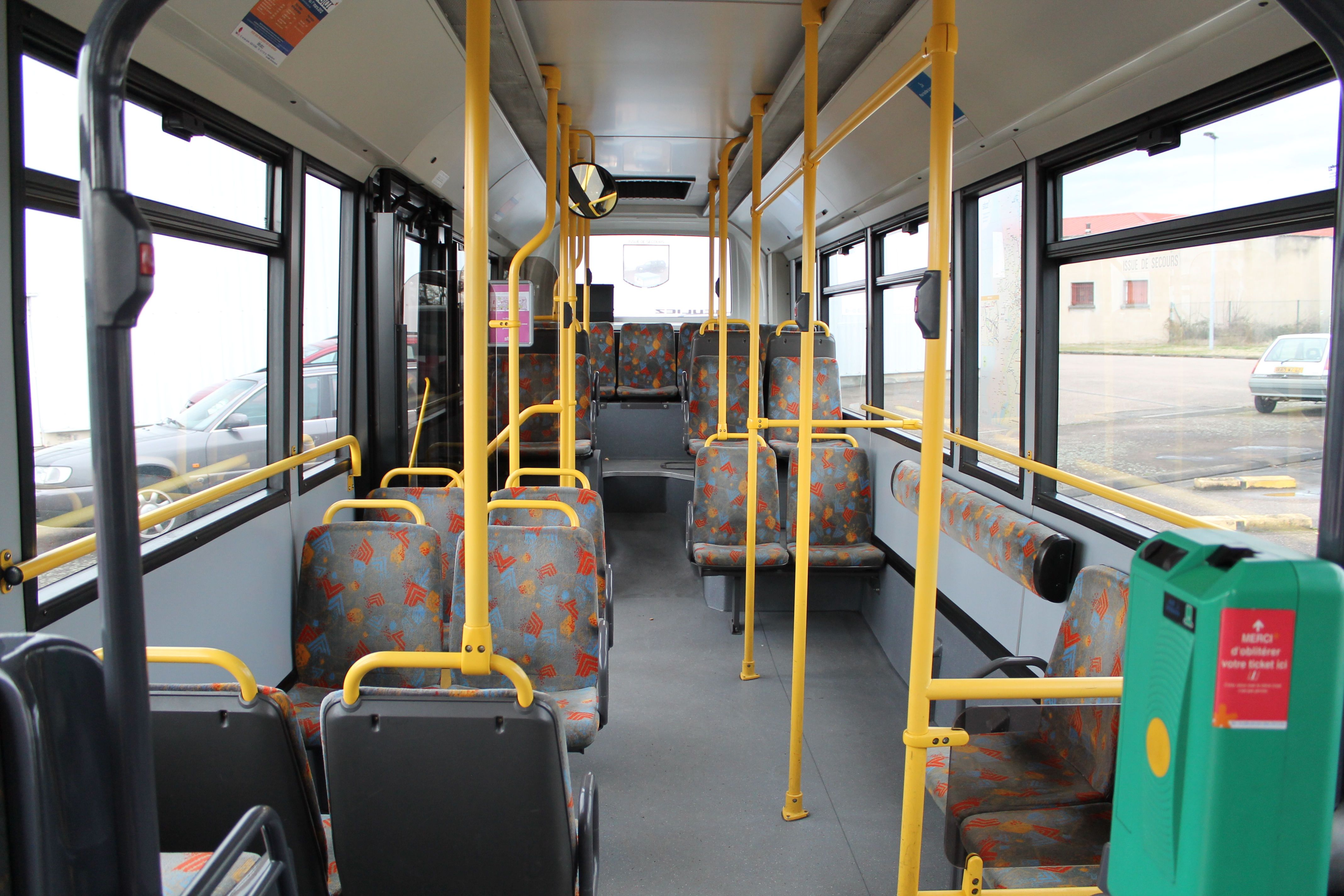
Interni di un GX117 L

## Versioni
Ecco un riepilogo delle versioni prodotte:

### GX117[1]
- Lunghezza: 9,3 metri
- Allestimento: Urbano
- Alimentazione: Gasolio
- Posti: da 67 a 75

### GX117 L
- Lunghezza: 10,5 metri
- Allestimento: Urbano
- Alimentazione: Gasolio
- Posti: da 77 a 94

## Diffusione
Il GX117 ha avuto una discreta diffusione in Francia, mentre all'estero ha registrato scarsi volumi di vendita. In Italia non è stato esportato da nuovo, tuttavia alcuni esemplari sono stati rivenduti in Italia dopo aver cessato il servizio per aziende francesi. In particolare, sono stati acquistati da EAV Napoli, ATP Formia, CAT Tivoli, ATP Genova e AMAT Taranto e Li-nea Firenze.